# 伊佐普利特
伊佐普利特（羅馬化：Izoplit）是俄罗斯特维尔州的市级镇，属该州科纳科沃区管辖。地处特维尔州东南部，位于区行政中心科纳科沃西偏南、州府特维尔东南方；靠近伏尔加河一支流绍沙河的河口，离伊万科沃水库不远。距离最近的火车站位于东侧的列德基诺镇。
该地2022年人口有1,536人；2010年人口1,769；2002年人口4,441；1989年人口5,331。